# Bestorre
Una bestorre o guaitell és una torre de planta semicircular o rectangular, amb el costat interior obert, que es troba en molts recintes de muralles.
Podia ésser semicircular (com ara, a Castelló Sobirà de Sant Miquel de la Vall) o quadrangular (Castellví de Rosanes o Pals).
Tanmateix, tant al primitiu recinte del Castell de Claramunt (Anoia) com al Castell de Montsoriu (La Selva) trobem les dues formes.
D'altra banda bestorre pot referir-se a les torretes, a vegades similars a garites, construïdes al damunt d'una muralla per a facilitar les condicions de guaita.